# Persone di cognome Orsini
| Questa pagina contiene informazioni ricavate automaticamente dalle voci biografiche con l'ausilio del template Bio e di un bot. L'aggiornamento è periodico e automatico e ricostruisce completamente la pagina. Se manca una persona in questa lista, sei pregato di non aggiungerla, ma accertati piuttosto che la sua voce biografica contenga il template Bio e che i dati anagrafici siano correttamente compilati. Se il template Bio manca, inseriscilo tu stesso o, in alternativa, metti l'avviso {{tmp\|Bio}} che ne segnala la mancanza. Se i dati riportati sono sbagliati, correggi direttamente la voce biografica; le modifiche saranno visibili in questa lista entro pochi giorni. Per chiarimenti vedi il progetto antroponimi. La lista contiene solo le 120 persone che sono citate nell'enciclopedia e per le quali è stato implementato correttamente il template Bio. Pagina aggiornata al 23 lug 2025. |

Questa è una lista di persone presenti nell'enciclopedia che hanno il cognome Orsini, suddivise per attività principale.

## Architetti(1)
- Baldassarre Orsini, architetto e storico dell'arte italiano (Perugia, n. 1732 - Perugia, † 1810)

## Arcivescovi cattolici(3)
- Aldobrandino Orsini, arcivescovo cattolico italiano (Morlupo, † 1527)
- Matteo Orsini, arcivescovo cattolico e cardinale italiano (Roma - Avignone, † 1340)
- Rinaldo Orsini, arcivescovo cattolico italiano († 1510)

## Attori(1)
- Umberto Orsini, attore italiano (Novara, n. 1934)

## Attrici(1)
- Isabella Orsini, attrice e produttrice cinematografica italiana (Perugia, n. 1974)

## Calciatori(2)
- Mario Orsini, calciatore italiano
- Nicolás Orsini, calciatore argentino (Morteros, n. 1994)

## Cardinali(18)
- Alessandro Orsini, cardinale italiano (Bracciano, n. 1592 - Bracciano, † 1626)
- Cosma Orsini, cardinale e arcivescovo cattolico italiano (Roma, n. 1420 - Bracciano, † 1481)
- Flavio Orsini, cardinale e vescovo cattolico italiano (Roma, n. 1532 - Pozzuoli, † 1581)
- Francesco Napoleone Orsini, cardinale italiano (Roma - † 1312)
- Giacomo Orsini, cardinale italiano (Roma - Vicovaro, † 1379)
- Gian Gaetano Orsini, cardinale italiano (Roma - Avignone, † 1335)
- Giordano Orsini, cardinale italiano (Roma - Roma, † 1165)
- Giordano Orsini, cardinale e arcivescovo cattolico italiano (Roma - Roma, † 1438)
- Giordano Orsini, cardinale italiano (Roma - Roma, † 1287)
- Giovanni Battista Orsini, cardinale e vescovo cattolico italiano (Roma - Roma, † 1503)
- Latino Malabranca Orsini, cardinale italiano (Roma, n. 1235 - Perugia, † 1294)
- Latino di Carlo Orsini, cardinale italiano (Roma, n. 1411 - Roma, † 1477)
- Matteo Rubeo Orsini, cardinale italiano (Roma - Roma, † 1305)
- Napoleone Orsini, cardinale italiano (Roma - Avignone, † 1342)
- Poncello Orsini, cardinale e vescovo cattolico italiano (Roma - Roma, † 1395)
- Rinaldo Orsini, cardinale italiano (Roma - Avignone, † 1374)
- Tommaso Orsini, cardinale italiano (Roma - Montenero Sabino, † 1390)
- Virginio Orsini, cardinale e vescovo cattolico italiano (Roma, n. 1615 - Roma, † 1676)

## Cestisti(1)
- Francesco Orsini, ex cestista italiano (Livorno, n. 1973)

## Ciclisti su strada(1)
- Umberto Orsini, ex ciclista su strada italiano (Empoli, n. 1994)

## Condottieri(14)
- Aldobrandino II Orsini, condottiero italiano († 1472)
- Camillo Orsini, condottiero italiano (Roma, n. 1492 - Roma, † 1559)
- Carlo Orsini di Gentile Virginio, condottiero italiano (Montereale, † 1502)
- Chiappino Orsini, condottiero italiano (Ghedi - Marignano, † 1515)
- Fabio Orsini, condottiero italiano (Roma, n. 1476 - Garigliano, † 1503)
- Giacomo Orsini, conte di Tagliacozzo, condottiero italiano (Tagliacozzo - † 1431)
- Giordano Orsini di Monterotondo, condottiero italiano (n. 1525 - Brescia, † 1564)
- Giulio Orsini, condottiero italiano († 1515)
- Latino di Camillo Orsini, condottiero italiano (Roma - † 1584)
- Ludovico Orsini, condottiero italiano (Pitigliano, † 1534)
- Niccolò Orsini, condottiero italiano (Pitigliano, n. 1442 - Lonigo, † 1510)
- Orso Orsini, condottiero italiano (Viterbo, † 1479)
- Paolo Orsini, condottiero italiano (n. 1450 - Città della Pieve, † 1503)
- Rinaldo Orsini, condottiero italiano (Roma, n. 1402 - Piombino, † 1450)

## Diplomatici(1)
- Troilo Orsini, diplomatico e condottiero italiano (Monterotondo, n. 1547 - Parigi, † 1577)

## Fantini(1)
- Polifemo Orsini, fantino italiano (Barbaricina, n. 1891 - Roma, † 1937)

## Generali(1)
- Vincenzo Giordano Orsini, generale e politico italiano (Palermo, n. 1817 - Napoli, † 1889)

## Giornalisti(2)
- Francesco Orsini, giornalista e letterato italiano (Sant'Eufemia d'Aspromonte, n. 1881 - Napoli, † 1924)
- Orsino Orsini, giornalista e numismatico italiano (Francavilla di Sicilia, n. 1900 - Roma, † 1980)

## Imprenditori(1)
- Emanuele Orsini, imprenditore e dirigente d'azienda italiano (Sassuolo, n. 1973)

## Militari(3)
- Franciotto Orsini, militare e cardinale italiano (Roma, n. 1473 - Roma, † 1534)
- Paolo Giordano I Orsini, militare e nobile italiano (Bracciano, n. 1541 - Salò, † 1585)
- Virginio Orsini, militare italiano (n. 1567 - † 1596)

## Nobildonne(6)
- Alfonsina Orsini, nobildonna italiana (Napoli, n. 1472 - † 1520)
- Cecilia Orsini, nobildonna italiana (n. 1493 - † 1579)
- Laura Orsini, nobildonna italiana (Roma, n. 1492 - Roma, † 1530)
- Maria Felicia Orsini, nobildonna italiana (Firenze, n. 1599 - Moulins, † 1666)
- Paola Orsini, nobildonna italiana († 1371)
- Penelope Orsini, nobildonna italiana († 1465)

## Nobili(26)
- Alessandro Maria Orsini, nobile e militare italiano (n. 1611 - Rieti, † 1692)
- Clarice Orsini, nobile italiana (Monterotondo, n. 1453 - Barberino di Mugello, † 1488)
- Ferdinando Orsini, nobile italiano (Roma - Roma, † 1660)
- Francesco Orsini, nobile e condottiero italiano (n. 1455 - Città della Pieve, † 1503)
- Francesco Orsini di Virginio, nobile e militare italiano (Mantova, † 1630)
- Gentile Virginio Orsini, nobile e condottiero italiano (Bracciano - Napoli, † 1497)
- Gian Giordano Orsini, nobile e condottiero italiano (Bracciano - Vicovaro, † 1517)
- Giannantonio Orsini, nobile italiano (Sorano, n. 1569 - Firenze, † 1613)
- Giordano Orsini, nobile e politico italiano (Roma - Roma)
- Giovanna Orsini, nobile italiana († 1528)
- Giovanni Battista Orsini, nobile italiano (Rodi, † 1476)
- Giovanni I Orsini, nobile italiano (Cefalonia, † 1317)
- Giulia Orsini, nobile italiana († 1609)
- Jacopo Orsini, nobile italiano (Monterotondo, n. 1424 - † 1482)
- Latino di Virginio Orsini, nobile e militare italiano (Gradisca d'Isonzo, † 1617)
- Margherita Orsini, nobile latina († 1339)
- Matteo I di Cefalonia, nobile italiano (Cefalonia - Cefalonia, † 1260)
- Matteo Rosso Orsini, nobile italiano (n. 1180 - † 1246)
- Napoleone Orsini, nobile e condottiero italiano († 1480)
- Paolo Orsini, nobile e condottiero italiano (n. 1369 - Colfiorito, † 1416)
- Pietro Giampaolo Orsini, nobile e condottiero italiano (Monte San Savino, † 1443)
- Riccardo I Orsini, nobile italiano (n. 1165 - Cefalonia, † 1197)
- Riccardo II Orsini, nobile italiano (n. 1250 - Cefalonia, † 1304)
- Roberto Orsini, nobile e condottiero italiano (Pacentro - Montepulciano, † 1479)
- Teresa Orsini Doria Pamphilj Landi, nobile italiana (Gravina di Puglia, n. 1788 - Roma, † 1829)
- Vicino Orsini, nobile e militare italiano (Roma, n. 1523 - Bomarzo, † 1585)

## Partigiani(1)
- Ercole Vincenzo Orsini, partigiano italiano (Teramo, n. 1901 - Montorio al Vomano, † 1943)

## Patriarchi cattolici(1)
- Mondilio Orsini, patriarca cattolico italiano (Solofra, n. 1690 - Capua, † 1751)

## Patrioti(1)
- Antonio Orsini, patriota e naturalista italiano (Ascoli Piceno, n. 1788 - Ascoli Piceno, † 1870)

## Poeti(2)
- Cesare Orsini, poeta italiano (Ponzano Superiore, n. 1571)
- Luigi Orsini, poeta, scrittore e librettista italiano (Imola, n. 1873 - ivi, † 1954)

## Politici(8)
- Andrea Orsini, politico italiano (Milano, n. 1959)
- Bertoldo Orsini, politico italiano (Roma - † 1319)
- Bertoldo Orsini, di Napoleone, politico italiano (Roma, † 1353)
- Bruno Orsini, politico e medico italiano (Genova, n. 1929)
- Gianfranco Orsini, politico italiano (Lussemburgo, n. 1924 - Mel, † 2008)
- Gioiello Orsini, politico italiano (Pisa, n. 1922 - † 1983)
- Guido Orsini, politico italiano († 1348)
- Tito Orsini, politico e avvocato italiano (Genova, n. 1815 - Capriata d'Orba, † 1896)

## Rapper(1)
- Claver Gold, rapper italiano (Ascoli Piceno, n. 1986)

## Registi(1)
- Valentino Orsini, regista italiano (Pisa, n. 1926 - Cerveteri, † 2001)

## Religiose(1)
- Elena Orsini, religiosa italiana (Pitigliano, n. 1545 - Roma, † 1574)

## Scacchisti(1)
- Emilio Orsini, scacchista e compositore di scacchi italiano (Livorno, n. 1839 - Livorno, † 1898)

## Sceneggiatori(1)
- Davide Orsini, sceneggiatore italiano (Giulianova, n. 1984)

## Scrittori(1)
- Felice Orsini, scrittore e rivoluzionario italiano (Meldola, n. 1819 - Parigi, † 1858)

## Scrittrici(1)
- Gisella Orsini, scrittrice e ex marciatrice italiana (Ginevra, n. 1971)

## Sollevatori(1)
- Lorry Orsini, ex sollevatore australiano (n. 1959)

## Sovrani(2)
- Paolo Giordano II Orsini, sovrano italiano (Roma, n. 1591 - Bracciano, † 1656)
- Virginio Orsini, sovrano italiano (n. 1572 - Roma, † 1615)

## Storici(1)
- Ignazio Orsini, storico e numismatico italiano (Firenze, † 1770)

## Umanisti(2)
- Fulvio Orsini, umanista, storico e archeologo italiano (Roma, n. 1529 - Roma, † 1600)
- Giustino Renato Orsini, umanista e storico italiano (Morbegno, n. 1883 - Milano, † 1964)

## Vescovi cattolici(5)
- Leone Orsini, vescovo cattolico e letterato italiano (Roma, n. 1512 - Fréjus, † 1564)
- Matteo Orsini, vescovo cattolico italiano (Roma, † 1322)
- Orlando Orsini, vescovo cattolico e letterato italiano (Roma, † 1505)
- Orso Orsini, vescovo cattolico italiano († 1485)
- Tommaso Orsini, vescovo cattolico italiano (Foligno, n. 1511 - Foligno, † 1576)

## Violoncellisti(1)
- Oreste Orsini, violoncellista italiano (Pescara, n. 1919 - Roma, † 2017)

## Senza attività specificata(5)
- Camillo Pardo Orsini, conte italiano (n. 1488 - Roma, † 1553)
- Flavio Orsini, duca italiano (Roma, n. 1620 - † 1698)
- Gerolama Orsini, duchessa italiana (Pitigliano, n. 1504 - Viterbo, † 1569)
- Giovanni d'Epiro, conte (n. 1300 - † 1335)
- Nicola d'Epiro, conte (n. 1295 - † 1323)